# Кастильо, Хосе Карлос
Хосе Карлос Кастильо (исп. José Carlos Castillo; род. 18 февраля 1992, Гватемала) — гватемальский футболист, полузащитник.

## Карьера
Хосе начал карьеру в легкоатлетической команде центра Эсколар-Эль-Робле. В 2009 году он присоединился к «Хувентуд Салесиана» и сыграл первые матчи во взрослом футболе.
Кастильо играл в студенческий футбол в «Университете Содружества Виргинии». А в июле 2012 года перешел в мексиканский «Чьяпас». Уже в январе 2013 года Кастилья вернулся на родину.
После ухода из «Антигуа-Гватемалы» завершил карьеру.

## Карьера в сборной
Играл за различные уровни сборной Гватемалы.
В 2011 году Кастилья в составе молодёжной сборной Гватемалы сыграл на молодёжном чемпионате мира 2011 года и вылетел вместе с командой в 1/8 финала.
12 ноября 2011 года Кастилья дебютировал за сборную Гватемалы в матче против Гренады.